# Hyeonjong av Goryeo
Hyeonjong av Goryeo, född 992, död 1031, var en koreansk monark. Han var kung av Korea mellan 1009 och 1031. 